# Antiwasserstoff
Antiwasserstoff ist das Antimaterie-Gegenstück zum Wasserstoff. Der Atomkern besteht aus einem Antiproton, die Atomhülle aus einem Positron (Antielektron).

## Grundlagen
Ein gewöhnliches Wasserstoffatom besteht aus einem elektrisch positiv geladenem Proton als Kern und einem negativ geladenen Elektron als äußere Hülle. Zu jedem Elementarteilchen existiert ein Antiteilchen mit der Eigenschaft, umgekehrt elektrisch geladen zu sein. Das Positron (Antielektron) trägt demnach eine positive Ladung und das Antiproton eine negative Ladung, und sie können sich analog zu einem Antiwasserstoffatom verbinden. 
Nach dem CPT-Theorem, einem Grundpfeiler der modernen Physik, sollte sich Antiwasserstoff völlig analog zu Wasserstoff verhalten. Beispielsweise sollten die einzelnen Energieniveaus exakt gleich sein. Durch Vermessung der Energie atomarer Übergänge (Spektrallinien) kann man das CPT-Theorem daher testen.
Ein weiteres Forschungsgebiet ist die genauere Überprüfung von Gravitationstheorien. Da Antimaterie positive Masse im Sinn der allgemeinen Relativitätstheorie besitzt, ist davon auszugehen, dass sie sich im Gravitationsfeld wie gewöhnliche Materie verhält. Mit den elektromagnetisch neutralen Antiwasserstoffatomen kann man das prinzipiell genauer testen als mit geladenen Teilchen, weil deren elektromagnetische Wechselwirkung wesentlich stärker als die Gravitation ist und bei diesen Messungen stören würde.

## Herstellung von Antiwasserstoff
Antimaterie tritt in der Natur nur bei hochenergetischen Prozessen auf: Beim radioaktiven β+-Zerfall beispielsweise von Kalium-40 zu Argon-40 entstehen Positronen, ebenso bei der Wechselwirkung hochenergetischer Gammastrahlung mit Materie (Paarbildung). Die 1836-mal so schweren Antiprotonen treten vereinzelt in kosmischer Strahlung auf. Sobald Positronen aber in Kontakt mit Elektronen kommen, wandeln sie sich in elektromagnetische Strahlung um (Annihilation), entsprechend annihilieren Antiprotonen mit Protonen zu kurzlebigen Pionen. Es ist daher generell sehr schwierig, mit Antiteilchen zu experimentieren, und zwei von ihnen zu Atomen zusammenzufügen ist noch weit schwieriger.
Für Experimente erzeugt man Positronen und Antiprotonen, indem man in Teilchenbeschleunigern hochenergetische Teilchen (Elektronen, Protonen, …) auf feste Targets schießt. Die entstehenden Antiteilchen werden mit Magnetfeldern in die gewünschte Richtung gelenkt und dann in Speicherringen gesammelt. Als nächster Schritt müssen diese sehr hochenergetischen Antiprotonen und Positronen um etliche Größenordnungen abgebremst werden. Dies geschieht mit der Technologie von Teilchenbeschleunigern, die gewissermaßen umgekehrt arbeiten. Ein Beispiel hierfür ist der Antiproton Decelerator am CERN. Für Positronen gibt es auch andere Verfahren zur Abbremsung. Die so abgebremsten Antiprotonen und Positronen müssen dann in räumlichen Kontakt gebracht werden, und die entstehenden Atome werden in einem magnetischen Feld (z. B. einer Penning-Falle) festgehalten und gesammelt, wo sie für Spektroskopie und andere Experimente zur Verfügung stehen.

## Forschungsgeschichte
Ende 1995 gelang es am Forschungszentrum CERN bei Genf erstmals, einige Atome des Antiwasserstoffs zu erzeugen. Die Arbeitsgruppe unter Walter Oelert vom Forschungszentrum Jülich setzte dazu ein Antiproton als Kern mit einem Positron zusammen. In den beiden folgenden Jahren wiederholten und verbesserten Forscher am Fermilab in den USA das Experiment.
Die am CERN und Fermilab erzeugten Teilchen waren noch zu „heiß“: Sie bewegten sich so schnell, dass sie für spektroskopische Untersuchungen ungeeignet waren. 2002 gelang es zwei internationalen Arbeitsgruppen am CERN, mit den Experimentiereinrichtungen ATRAP und ATHENA, Antiwasserstoff in größeren Mengen (etwa 50.000 Atome) herzustellen. Dabei hat die ATHENA-Arbeitsgruppe unter der Führung des CERN-Physikers Rolf Landua die ATRAP-Arbeitsgruppe (unter Gerald Gabrielse) in dem „Wettlauf“ um die Detektion von kaltem Antiwasserstoff um einige Wochen geschlagen.
Eine Speicherung in einer magnetischen Falle, einer modifizierten Ioffe-Falle, für nähere Untersuchungen bei Temperaturen von einigen Grad über dem absoluten Nullpunkt gelang im November 2010 einer internationalen Forschergruppe ALPHA um Jeffrey Hangst von der Universität Aarhus am CERN. 38 Antiwasserstoffatome konnten für 172 ms untersucht werden. Im Jahr 2011 gelang es, 309 Antiwasserstoffatome für über 1000 Sekunden (über 16 Minuten) zu speichern. Die erste Messung eines Übergangs in Antiwasserstoff wurde 2012 von der gleichen Gruppe veröffentlicht. Im Folgeexperiment ALPHA-2 konnte 2016 mittels Laserspektroskopie der 1s-2s-Übergang vermessen werden. Pro Durchgang wurden dabei 25.000 Anti-Atome erzeugt und etwa 14 eingefangen, im Jahr 2017 waren es im Verlauf von zehn Wochen rund 15.000 Antiatome, die untersucht werden konnten.
Die Speicherung von Antiwasserstoff in einer neutralen Falle ist notwendig, um die Antiatome z. B. mittels Laserkühlung oder mittels sympathetischer Kühlung (Kühlung anderer Atome oder Ionen, die als Kühlmittel dienen) auf Temperaturen von einigen Millikelvin oder gar Mikrokelvin zu kühlen und um dann hochauflösende Laserspektroskopie an Antiwasserstoff durchzuführen.
Das Ziel der Laserspektroskopie ist eine Messung der 1s-2s-Linie mit einer vergleichbaren Auflösung, wie sie in der Arbeitsgruppe von Theodor W. Hänsch an Wasserstoff erreicht wird.
Am ALPHA-2-Experiment wurde die Gleichheit der Übergangsfrequenzen von Wasserstoff und Antiwasserstoff und damit die Vorhersage des CPT-Theorems zunächst mit einer Genauigkeit von 2 · 10−10 bestätigt, im Jahr 2017 dann sogar mit einer Genauigkeit von 2 · 10−12.
Zur Messung der Schwerkraftwirkung auf Antiwasserstoff wurde unter anderem das AEgIS-Experiment („Antihydrogen Experiment: Gravity, Interferometry, Spectroscopy“) am Antiproton Decelerator im CERN entwickelt.